# Schilda
Schilda là một đô thị thuộc huyện Elbe-Elster, bang Brandenburg, Đức. Đô thị Schilda có diện tích 8,71 km², dân số thời điểm 31 tháng 12 năm 2006 là 530 người.